# 가라사대
가라사대는 대한민국의 힙합 레이블이다. 2006년 경 공식적으로 사라졌다. 사라지기 전 CEO는 Da Crew의 Seven이었다.

## 역사
가라사대는 1997년, Da Crew의 Seven과 Saatan이 설립하여, 힙합 음악과 그와 관련된 문화, 그 원류 그리고 바람직한 방향을 추구하는 작은 모임으로 출발하였다. 이들은 한국 힙합에 있어서 "국내외를 망라한 대중들에게 올바른 힙합문화의 전달 및 정착"을 추구점으로 밝히고, "X세대, Y세대를 지나 'Millenial Generation' 시대에 어울릴 수 있는 문화 활동과 음반 작업을 화두로" 하였다.
이전에도 373 프로젝트 등의 몇 가지 프로젝트가 진행되었으나, 이들이 본격적으로 활동을 시작한 것은 클럽 MP가 문을 닫은 후부터였다. 이들은 각종 공연과 행사를 Afroking과 협력하여 여는 한편, Da Crew의 싱글 "Coma"를 처음으로 앨범 제작을 시작하였다. 이후 2004년 P-Type, E-Sens, Primary 등을 영입하여 크기를 좀 더 키웠으며, 오디션 Hook Me Up을 실시하기도 하였다.
그러나 2005년, CEO였던 Da Crew의 Saatan이 운영보다는 음악에 치중하고 싶다면서 가라사대에서 빠진 것을 시작으로, Trespass, Keeproots 등의 주요 아티스트가 빠지면서 점점 위축되었다. 그리고 결국 2005년 말 ~ 2006년 초 경에 해체되었다 (해체시기에 대해서는 잘 알려져 있지 않다).
2009년 7월, 가라사대의 주축이 다시 뭉쳐서 앨범을 작업할 계획임을 알리는 기사가 보도되었다. 이 기사에서 앨범은 Issac Squab의 주도 아래 진행되고 있으며 가리온의 멤버 나찰도 참여할 것이고, 가라사대 멤버들이 음악적인 교류를 계속 이어가고 있음도 보도되었다. 그러나 이후로 더 이상 소식이 들려오지 않아 무산된 것으로 보인다.

## 프로젝트

### Hook Me Up
Hook Me Up은 가라사대가 연 힙합 아티스트 발굴 프로젝트이다. "이 비트의 주인을 찾습니다!"를 초기 슬로건으로 삼았으며, 씬의 저변 확대를 목표로 벌어진 것이기도 한, 일종의 변형된 형태의 오디션이었다. Hook Me Up은 2004년 초와 말(10월~11월) 두 번 벌어졌으며, 온라인 오디션으로 예선을 벌이고 예선을 통과한 이들을 오프라인 오디션을 통해 최종 선발하는 형식이었다. 최종 발탁자는 가라사대 멤버가 되는 것은 아니었으나, 공연 참여, 앨범 작업 참여 등 가라사대 측에서 가능한 선에서 정보를 공유하고 도움을 주었다. 그 예로, 2차 Hook Me Up의 발탁자였던 Jabber9과 Tarragon을 MTV 컴필레이션 앨범에 참여시키기도 하였다 (이 앨범은 사정에 의해 나오지 못하였다). Hook Me Up 최종 발탁자 중에는 JJK와 힙합의 정석 멤버인 "시적정의", "V-Mil"도 있었다.

### Grassroots Movement
2004년 말부터 길게는 5년의 계획을 세워 진행된 캠페인이다. 가라사대 소속의 뮤지션들끼리 내부적으로 실시한 것으로, 이는 기본, 본질을 찾는 것을 모토로 하였다. 하지만 가라사대가 사라짐으로 인해 이 운동은 그다지 큰 결실을 맺지는 못하였다.

## 멤버
해체 이전에 거쳐간 멤버들을 모두 적었다
- Da Crew - Seven, Saatan
- 집시의 탬버린 - 양성, 왈구, 쿤타
- DJ Tonk
- Primary
- P-Type
- Jinbo
- E-Sens
- Trespass - Issac Squab, 현무, TKO
- Keeproots
- Mithra 眞: 초기에 잠시 멤버

## 디스코그래피

### 발매된 앨범들
- 2002년 3월 12일 Da Crew - Coma Single
- 2003년 12월 1일 Keeproots - Keepin' the Roots LP (원래는 EP였음)
- 2004년 4월 14일 Trespass - 옆집 형이 들려준 이야기 LP
- 2005년 5월 12일 Jinbo - Call My Name EP

### 발매 예정이던 앨범
- Trespass - Musique LP
- 집시의 탬버린 - The Grocery Store LP
- Keeproots - Black Coffee LP

## 근황
- Da Crew의 Seven은 미국으로 건너가 있으며, 정확한 정보는 없으나 장사를 하고 있다는 소문이 들려오고 있다. Saatan은 이름을 Artisan Beats로 바꾸고 래퍼 겸 비트메이커로써, Minos의 앨범 등에 참여하는 등 아직까지도 활발한 활동을 하고 있다.
- 집시의 탬버린은 잠정 해체되었으며, 리더였던 양성은 간혹 앨범에 참여를 하나 대체로 활동을 하지 않고 있다 (가장 최근 활동으로는 2010년 2월 Minos in Nuol 앨범 참여가 있다). 왈구는 음악은 놓은 듯 보인다. 쿤타는 쿤타 & 뉴올리언스라는 그룹을 거쳐 현재는 프로듀서인 리얼드리머와 루드페이퍼를 결성하여 활동하고 있다.
- 일본인 DJ인 DJ Tonk는 일본 및 한국에서 계속 공연 활동을 이어나가고 있으며 2008년 1월 베스트 앨범 The Frequent Flyer를 발표하였다.
- Primary는 타일뮤직과 계약을 하였다가 2007년 말 계약 기간이 종료되었고, 이후 프로젝트성 프로듀싱 앨범을 연이어 냈다. 2015년 기준으로는 Dynamic Duo가 설립한 레이블인 Amoeba Culture에 소속되어 있다.
- P-Type은 2015년까지 네 장의 정규음반을 발표하였으며,  아울러 현재는 Rhymer가 C.E.O로 있는 브랜뉴뮤직 소속이기도 하다.
- Jinbo는 계속 음악 활동을 하고 있으며, 최근 드렁큰 타이거 앨범에 참여하였고, 2010년 들어 솔로 앨범을 발표하였다.
- E-Sens는 한때 Simon Dominic과 Supreme Team을 조직하여 활동하였고, 2013년까지 Amoeba Culture 소속이었으며, 현재는 비스츠 앤 네이티브스 소속이다.
- Trespass는 한때 Fly to the Sky의 소속사였던 Pfull에 소속이었었다. 아울러 이 시절 이름을 잠시 ShowHow로 바꾸었다 다시 Trespass로 돌아왔으며, 현무의 유학에 따라 휴지기 상태이다.
- Keeproots는 한때 Rhymer의 BrandNew Stardom에 소속되어 A-Man과 ICON을 결성하고 활동하기도 하였으며, 2012년에는 한국 힙합 1세대들이 모여 결성한 크루 ‘불한당’의 창립 멤버가 되었으며, 이어 2015년에는 Fascinating(MC 성천)과 DJ Skip과 LK2Muzic이라는 레이블을 설립하기도 하였다.[2]
- Mithra 眞은 Tablo, DJ Tukutz와 함께 에픽 하이를 결성하여 활동중이다.